# 천궁 (미사일)
천궁 (Korean Medium-range Surface-to-Air Missile; Skybolt) 또는 간단히 M-SAM은 국방과학연구소가 알마즈-안테이와 파켈 기계설계국의 기술 지원을 받아 S-350 및 S-400에 사용된 9M96 미사일 기술을 기반으로 개발한 대한민국의 중거리 지대공 미사일 시스템이다. 이 프로젝트는 개발 단계에서 철매-2로 명명되었다. 천궁은 대한민국의 한국형 미사일 방어체계(KAMD)의 핵심 시스템으로 사용된다.

## 설계 및 개발
완전한 포대는 4~6개의 8셀 수송기 설치 발사기(TEL), S-400의 것을 기반으로 하는 수동형 전자 주사식 위상 배열(PESA) 다기능 3차원 레이더, 그리고 화력 통제 차량으로 구성된다. 이 레이더는 X밴드에서 작동하며 40 RPM의 속도로 회전하며, 고도 80도까지 커버한다. 100 km (62 mi) 이내의 목표물을 감지하고 동시에 최대 40개를 추적할 수 있다.
천궁은 대한민국 3단계 공중 및 미사일 방어 시스템의 중간 단계에 해당한다. 러시아의 알마즈 설계국이 삼성탈레스, LIG넥스원, 두산DST와 협력하여 개발되었지만, 대한민국에서 토착 시스템으로 간주될 만큼 현지화 및 산업화가 이루어졌다. 대한민국은 국제 지적 재산권법에 따라 독립적인 수출 권한을 가지며 러시아산 부품을 사용하지 않는다. 따라서 러시아에 대한 국제 제재와 무관하게 수출이 가능하다. 천궁은 40 km (25 mi)의 사거리에서 최대 15 km (49,000 ft) 고도의 목표물을 요격할 수 있다. 대한민국에서 노후화된 MIM-23 호크 포대를 대체하고 수출이 가능하도록 할 예정이다. 알마즈-안테이는 시제품이 이전된 후에도 프로그램을 계속 진행하여 독자적인 러시아 버전인 비차지 미사일 시스템을 만들었다.
대한민국 공군은 2015년 중반에 천궁이 곧 대량 생산에 들어가 그해 9월부터 공군에 납품되기 시작할 것이며, 미국군이 2002년에 퇴역시키고 대한민국에서는 1964년부터 사용해 온 호크 미사일을 대체할 것이라고 밝혔다. 이 시스템은 동시에 최대 6개의 목표물을 요격할 수 있으며, 미사일은 전자전에 대한 방어 능력을 갖추고 있어 재밍에도 불구하고 작동을 유지한다. 이 시스템은 2015년 7월 군의 작전 요구 사항 검증 시험을 통과했으며, 2016년 초 황해의 북한과의 해상 경계 인근에 배치되기 시작했다.
2020년 4월 28일, 방위사업청(DAPA)은 천궁 Block-1 시스템의 대한민국 공군으로의 납품이 완료되었다고 발표했다. 2021년 7월, 대한민국은 마지막 MIM-23 호크 시스템을 퇴역시키고 천궁 Block-1으로 대체했다.

### 천궁 포대 구성
천궁 포대의 구성은 일반적으로 다기능 레이더, 수직 발사기, 통제 센터 차량을 포함한다.
- 교전 통제 센터 (ECS): 1대
- 다기능 레이더 (MFR): 1대
- 발사기: 4-6대
- 발사기당 미사일: 8발
- 발전기: 1대

## 개선 사항

### Block-II
2017년 4월, 대한민국 군 관계자들은 천궁을 기반으로 한 저고도 미사일 방어 시스템이 개발의 최종 단계에 있다고 밝혔다. 표준 SAM을 운동 에너지 무기 (hit-to-kill) 기술로 수정하여 약 20 km (66,000 ft)의 중고도에서 접근하는 탄도 미사일을 요격할 수 있게 되었다. 첫 번째 업그레이드된 천궁-II 시스템은 2020년 11월 대한민국 공군에 인도되었다. Block II 요격 미사일은 항공기 및 탄도 목표물 모두에 효과적이다.
천궁은 해상에서 대구급 호위함에 탑재된 한국형 수직발사체계(K-VLS)에서 발사될 수 있을 것이다.

### Block-III
방위사업청은 2024년부터 2034년까지 2조 8천억 원을 투자하여 천궁 Block III를 개발하기로 결정했다. 디펜스 뉴스에 따르면 AESA 레이더가 장착될 예정이다.

### 추가 개발
천궁 Block-2는 탄도 미사일을 격추하도록 설계된 상위 요격 미사일로, 사드 미사일과 유사한 능력을 제공하며 사거리는 150 km (93 mi), 고도는 200,000 ft (61 km)이다. 성능 수준은 MIM-104 패트리어트 및 철매 II 미사일보다 두 배 이상 우수하며 러시아 S-400 기술을 기반으로 할 것으로 예상되었다. 이 역할은 장거리 지대공 미사일(L-SAM)의 개발로 대체되었다.

## 수출
LIG넥스원은 2021년 아랍에미리트에서 열린 국제 방산 전시회에 참가하여 천궁과 현궁을 포함한 한국형 무기 체계를 선보였다.
2021년 11월 16일, 아랍에미리트 국방부는 트위터를 통해 기존 방공 능력에 "질적 추가"로 M-SAM을 획득할 계획이며, 이 계약은 35억 달러에 이를 수 있다고 발표했다. 대한민국 방위사업청 관계자는 이 발표가 "긍정적"이지만 "세부 사항에 대한 협상이 어떻게 진행될지 지켜봐야 한다"고 말했다. 2022년 1월 16일, 대한민국 정부의 방위사업청은 아랍에미리트가 35억 달러 규모의 계약으로 이 시스템을 구매할 것이라고 발표했다. 당시 이는 대한민국이 체결한 사상 최대 규모의 무기 수출 계약이었다.
2022년, 미국은 러시아의 우크라이나 침공 중 대한민국에 이 미사일 시스템을 우크라이나로 보내줄 것을 요청했다. 그러나 대한민국은 안보 상황을 이유로 거절했다.
2024년 2월, 대한민국 국방부는 사우디아라비아가 천궁 Block II 포대 10개를 32억 달러에 구매할 것이라고 발표했다.
2024년 9월, 이라크 이라크 국방부는 LIG넥스원과 28억 달러 규모의 계약을 체결하여 천궁 Block II 포대를 미정의 수량으로 획득하기로 했다.

## 운용국

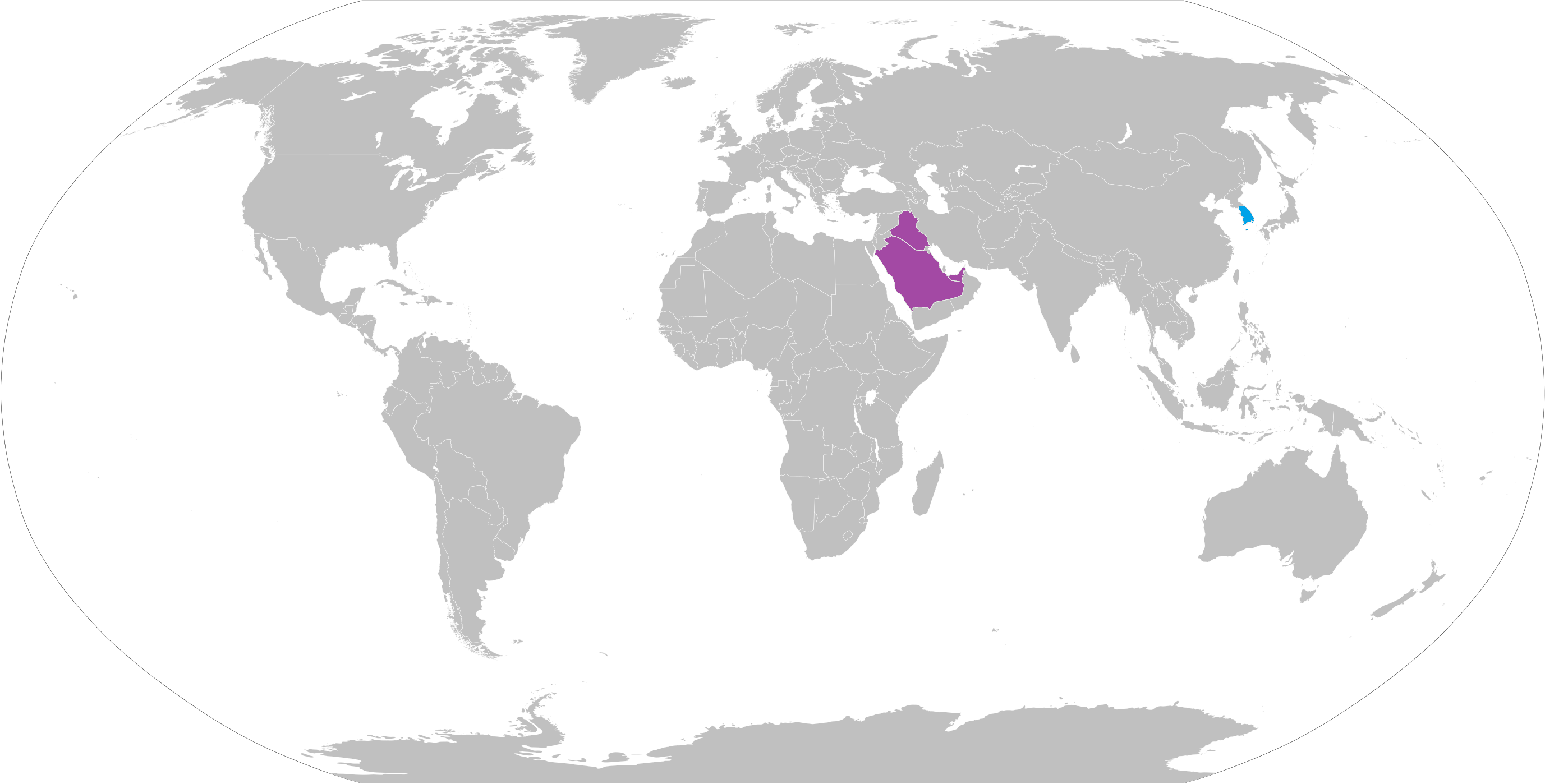
현재 운용국: 대한민국
미래 운용국: 사우디아라비아, 아랍에미리트, 이라크

### 현재 운용국
- 대한민국 공군 (19개 포대 + 6개 주문)

- Block I, 18개 포대 운용 중, 포대당 8발 미사일 발사기 4개.
- Block II, 1개 포대 운용 중 + 6개 주문 (총 7개 계획), 포대당 8발 미사일 발사기 4개.

### 미래 운용국
- 이라크군 (미정의 포대 수량)

Block II, 2024년 9월 28억 달러에 미정의 포대 수량 주문.
- 사우디아라비아 왕립 방공군 (10개 포대)

Block II, 2024년 2월 32억 달러에 10개 포대 주문.
- 아랍에미리트 육군 (12개 포대)

Block II, 2023년 1월 35억 달러 규모로 12개 포대 주문, 아랍에미리트에서 부분적으로 생산 예정.

## 같이 보기
- 한국형 미사일 방어체계

비교 가능한 시스템
- MIM-104 패트리어트
- 데이비드 슬링
- S-300 미사일 시스템
- S-400

대한민국 지대공 시스템
- 신궁 (미사일)
- K-SAM (페가수스, 크로탈 (미사일) 기반)
- 해궁
- L-SAM